# Oecomys
Oecomys (Thomas, 1906) è un genere di roditori della famiglia dei Cricetidi.

## Descrizione

### Dimensioni
Al genere Oecomys appartengono roditori di piccole dimensioni, con lunghezza della testa e del corpo tra 115 e 150 mm, la lunghezza della coda tra 123 e 162 mm e un peso fino a 72 g.

### Caratteristiche craniche e dentarie
Il cranio è abbastanza robusto e presenta un rostro corto e largo, una regione inter-orbitale ampia e le placche zigomatiche sottili. I fori palatali sono lunghi e relativamente larghi. Gli incisivi superiori sono opistodonti, ovvero con le punte rivolte verso l'interno della bocca, i molari hanno la corona bassa.
Sono caratterizzati dalla seguente formula dentaria:

### Aspetto
La pelliccia è soffice e può variare in lunghezza, le parti dorsali possono essere bruno-grigiastre, fulve o bruno-rossastre, mentre le parti ventrali variano dal bianco al grigio scuro. I piedi sono corti e larghi, muniti di dita relativamente lunghe ognuna con un ciuffo di peli bianchi alla base dell'artiglio. Le piante hanno sei grossi cuscinetti carnosi. La coda è più lunga della testa e del corpo, è uniformemente scura e cosparsa di piccoli peli che in alcune specie formano un piccolo ciuffo all'estremità. Le femmine hanno quattro paia di mammelle. Sono privi di cistifellea.

## Distribuzione
Il genere è diffuso nel Continente americano, da Panama fino alla Bolivia e in tutto il Brasile.

## Tassonomia
Il genere comprende 20 specie:
- Oecomys auyantepui
- Oecomys bicolor
- Oecomys catherinae
- Oecomys cleberi
- Oecomys concolor
- Oecomys flavicans
- Oecomys franciscorum
- Oecomys jamari
- Oecomys mamorae
- Oecomys matogrossensis
- Oecomys paricola
- Oecomys phaeotis
- Oecomys rex
- Oecomys roberti
- Oecomys rutilus
- Oecomys speciosus
- Oecomys superans
- Oecomys sydandersoni
- Oecomys tapajinus
- Oecomys trinitatis